# Nowa Pasłęka
Nowa Pasłęka [ˈnɔva paˈswɛnka] (tiếng Đức: Neu Passarge)  là một ngôi làng ở quận hành chính của Gmina Braniewo, trong huyện Braniewski, Warmińsko-Mazurskie, ở miền bắc Ba Lan, gần biên giới với Kaliningrad của Nga. Nó nằm khoảng 7 kilômét (4 mi) về phía tây bắc của Braniewo và 87 km (54 mi) phía tây bắc của thủ đô khu vực Olsztyn.
Ngôi làng có dân số 200 người.